# Урозеро (озеро, Ленинградская область)
Урозеро — пресноводное озеро на территории Подпорожского городского поселения Подпорожского района Ленинградской области.

## Общие сведения
Площадь озера — 1,1 км², площадь водосборного бассейна — 5,72 км². Располагается на высоте 147,0 метров над уровнем моря.
Форма озера лопастная, продолговатая: оно вытянуто с севера на юг. Берега изрезанные, каменисто-песчаные, преимущественно возвышенные.
С северо-западной стороны Урозеро вытекает ручей Быковец, который впадает в реку Промежную, в свою очередь, впадающую в Лигозеро, из которого берёт начало река Каковская. Последняя впадает в Вонозеро, из которого берёт начало река Яндеба, левый приток Свири.
В озере расположено не менее шести безымянных островов различной площади, рассредоточенных по всей площади водоёма.
Населённые пункты и автодороги вблизи водоёма отсутствуют.
Код объекта в государственном водном реестре — 01040100711102000015389.